# Бланко (Тексас)
Бланко (енгл. Blanco) град је у америчкој савезној држави Тексас. По попису становништва из 2010. у њему је живело 1.739 становника.

## Демографија
Према попису становништва из 2010. у граду је живело 1.739 становника, што је 234 (15,5%) становника више него 2000. године.
| Група             | 2000.         | 2010.         |
| Белци             | 1.120 (74,4%) | 1.265 (72,7%) |
| Афроамериканци    | 18 (1,2%)     | 4 (0,2%)      |
| Азијати           | 6 (0,4%)      | 25 (1,4%)     |
| Хиспаноамериканци | 342 (22,7%)   | 422 (24,3%)   |
| Укупно            | 1.505         | 1.739         |